# Xiren
Xiren ist eine Indie-Alternative-Rock-Band aus Detroit, Michigan.
Der Name der Band und des Gründers Xiren Kenny ist aus der Griechischen Mythologie und keltischen Überlieferung abgeleitet.

## Geschichte
Der Sänger und Gitarrist Xiren Kenny (* August 1973) spielte zuvor in Bands aus Denver wie „Painted Glass“ und „Bourbon St.“ Seit 2000 hat Ben Jansen bei den Songs häufig mitgearbeitet. Xiren ist eine der wenigen Bands, die es in einen Werbespot von Volkswagen geschafft haben.
Im Jahr 2004 war Xiren Headliner auf dem „Red Rocks“ Festival in Denver vor 6.500 Besuchern. 2008 tourte die Band durch Indien. Anschließend folgte eine US-Tour von Küste zu Küste.
Lt. dem amerikanischen Handelsmagazin über die Radio- und Musikindustrie FMQB wurde Xiren im Jahr 2009 insgesamt 10378 mal gespielt und erreicht damit Platz 77.

## Diskografie
- 2001: Bullets & Rainbows (Album, DTR Records)
- 2000: Xiren (Album, Artist One-Stop)
- 2001: Bullets & Rainbows (Album, CD Baby / Indys)
- 2002: Polite Conversation (Album, Artist One-Stop)
- 2005: Xiren: Live at Red Rocks (DVD)[4]
- 2007: Therapy for Heroes (Album, CD Baby / Indys)
- 2009: Trip-R (Album, Rudy Project)